# Moisés Naím
Moisés Naím (5. července 1952, Tripolis, Libye) je venezuelský novinář, spisovatel a politik.
Naím byl po 14 let (1996–2010) šéfredaktorem časopisu Foreign Policy. Od roku 2012 moderuje Efecto Naím, televizní zpravodajský pořad o ekonomice a mezinárodních záležitostech, vysílaný v Severní i Jižní Americe na NTN24. V roce 2011 obdržel Cenu Ortegy y Gasseta za významný přínos žurnalistice ve španělském jazyce.
Je bývalým ministrem obchodu a průmyslu Venezuely, ředitelem její centrální banky a výkonným ředitelem Světové banky. Je členem Rady pro mezinárodní vztahy a Světového ekonomického fóra.

## Život
Naím studoval na Universidad Metropolitana v Caracasu ve Venezuele. Poté navštěvoval Massachusetts Institute of Technology, kde koncem 70. let získal jak magisterský, tak doktorský titul.

### Akademické a politické působení
Naím byl profesorem obchodní strategie a průmyslové ekonomie na Instituto de Estudios Superiores de Administración (IESA), venezuelské obchodní škole v Caracasu. V letech 1979 až 1986 působil také jako její děkan.
Od roku 1989 do roku 1990 zastával funkci ministra obchodu a průmyslu v druhém kabinetu Carlose Andrése Péreze.

### Novinářská kariéra
Moisés Naím je hlavním mezinárodním komentátorem španělského deníku El País. Jeho sloupek „The Global Observer“ vychází také v Itálii (La Repubblica), Francii a v dalších novinách Latinské Ameriky.
Na mezinárodní ekonomická a geopolitická témata Naím publikoval mj. v periodicích The New York Times, The Washington Post, The Financial Times, Newsweek, Time, Le Monde, Berliner Zeitung a řadě dalších.
Od roku 1996 byl Naím šéfredaktorem časopisu Foreign Policy. Časopis poté třikrát vyhrál National Magazine Awards for General Excellence. V roce 2008 časopis zakoupila The Washington Post Company. Naím zůstal šéfredaktorem až do roku 2010.

## Dílo
Naím je autorem nebo editorem více než 15 knih, jejichž témata souvisejí s geopolitikou, mezinárodní ekonomií a ekonomickým rozvojem.
- Naím, Moisés (2022). The Revenge of Power: How Autocrats Are Reinventing Politics for the 21st Century. ISBN 978-125-027-920-0
- Naím, Moisés (2021). Two Spies in Caracas. ISBN 978-1542016698
- Naím, Moisés (2018). Dos Espías en Caracas. ISBN 978-8-4666-6551-3
- Naím, Moisés (2016). Rethinking the world: 111 surprises of the XXI century. ISBN 978-8-4999-2647-6
- Naím, Moisés (2013). The End of Power: From Boardrooms to Battlefields and Churches to States, Why Being In Charge Isn't What It Used to Be. ISBN 978-0-4650-6568-4
- ——; Danna, Serena (2011). Prodotto interno mafia. [Einaudi, Torino]. ISBN 978-8-8062-0798-4
- Naím, Moisés (2006). Illicit: How Smugglers, Traffickers, and Copycats are Hijacking the Global Economy. Anchor. ISBN 978-1-4000-7884-4
- ——; Smith, Gordon (2000). Altered States: Globalization, Sovereignty, and Governance. IDRC Books. ISBN 978-0-88936-917-7
- ——; Tulchin, Joseph (1999). Competition Policy, Deregulation and Modernization in Latin America. Lynne Rienner Publishers. ISBN 1-55587-818-0
- ——; Edwards, Sebastian (1998). Mexico 1994: Anatomy of an Emerging-Market Crash. Carnegie Endowment for International Peace. ISBN 0-87003-154-6
- ——; Goodman, Louis W.; Forman, Johanna Mendelson; Tulchin, Joseph S. & Bland, Gary (1995). Lessons of the Venezuelan Experience. Woodrow Wilson Center Press. ISBN 978-0-943875-66-8
- Naím, Moisés (1993). Paper Tigers and Minotaurs: The Politics of Venezuela's Economic Reforms. Carnegie Endowment for International Peace. ISBN 978-0-87003-026-0
- ——; Piñango, Ramón (1993). El caso Venezuela: una ilusión de armonia. Instituto de Estudios Superiores de Administracion.
- Naím, Moisés (1989). Las empresas venezolanas: su gerencia. Instituto de Estudios Superiores de Administracion.
- Naím, Moisés (1982). Multinacionales: La Economía Política de las Inversiones Extranjeras. Instituto de Estudios Superiores de Administracion.
- ——; Francés, A.; Tello, M. T. (1981). Competencia y Regulación: Alternativas para la Economía Venezolana. Instituto de Estudios Superiores de Administracion.
- ——; Gil, J. A.; Romero, A. (1980). Introducción al Análisis de las Políticas en Venezuela. Caracas CONICIT